# Småsjöarna (Surteby-Kattunga socken, Västergötland, norra)
Småsjöarna är en sjö i Marks kommun i Västergötland och ingår i Viskans huvudavrinningsområde.